# Vivid Wise As
 (janvier 2023).
Vivid Wise As, né le 31 janvier 2014, est un cheval de course trotteur italien disputant des courses de trot attelé. Il a détenu d'août 2019 à mars 2024 le record de trot en France avec une réduction kilométrique de 1'08"6 sur 1 609 mètres.

## Carrière de courses
Élevé dans la région de Brescia, Entraîné par Marco Smorgon, Vivid Wise As réalise une année de 2 ans presque parfaite, avec sept victoires en huit sorties, dont le Gran Premio Allevatori. Il confirme à 3 ans qu'il est bien le leader de sa génération en ajoutant à son palmarès le Gran Premio Tito Giovanardi et le Gran Premio Nazionale et fait une première incursion réussie à l'étranger en enlevant le Prix Henri Cravoisier à Enghien durant l'été. On voit déjà en lui le futur Varenne. Pourtant, il termine son année par deux échecs, dans le Derby Italien puis le Gran Premio Orsi Mangelli. Vivid Wise As est en effet moins souverain, et l'année 2018 le confirme puisqu'il ne remporte aucune victoire alors qu'il est passé sous l'entraînement de Sébastien Guarato. La déveine se poursuit jusqu'au printemps suivant, mais un break de deux mois et un nouveau changement d'entraîneur (il rejoint l'écurie du n°1 des entraîneurs transalpins, Alessandro Gocciadoro) semblent le requinquer puisqu'à l'été, alors qu'on ne l'attendait plus, il réalise une performance énorme dans le Grand Prix du Département des Alpes-Maritimes, que non seulement il remporte, mais où il établit un nouveau record de France en trottant le mile dans la réduction kilométrique de 1'08"6 (le record n'est battu que cinq ans plus tard par Vernissage Grif dans le Grand Critérium de vitesse à Cagnes en 1'08"1). Il confirme ce renouveau dans le Gran Premio Gaetano Turilli puis s'impose pour la première fois à Vincennes dans le Prix Marcel Laurent. Sa tentative dans le Prix d'Amérique est infructueuse, mais le cheval a clairement changé de dimension.  
Désormais sprinter aguerri, Vivid Wise As remporte son premier groupe 1 à l'étranger dans le Grand Critérium de Vitesse de la Côte d'Azur. Il enchaîne les victoires, même s'il échoue dans l'Elitloppet, le plus grand sprint européen, et ne peut accrocher que la troisième place du Gran Premio della Lotteria, l'Elitloppet des Italiens. Mais entretemps, il a vaincu dans deux groupe 1 italiens et réussit un doublé dans le Grand Prix du Département des Alpes-Maritimes. Son meeting d'hiver à Vincennes se solde par un nouvel échec dans le Prix d'Amérique, mais il réalise encore un doublé à Cagnes, cette fois dans le Grand Critérium de Vitesse, puis enchaîne avec un Prix de l'Atlantique et une bonne deuxième place dans l'Elitloppet du Suédois Don Fanucci Zet. Intouchable à Cagnes, il s'offre un triplé dans le Grand Prix du Département des Alpes-Maritimes, se manque dans le Gran Premio della Lotteria mais s'adjuge le Gran Premio delle Nazioni. Il réussit ensuite son meilleur meeting d'hiver à Vincennes puisqu'il se qualifie pour le Prix d'Amérique, où il obtient une belle quatrième place, avant de s'imposer en un temps record, 1'09"7, dans le Prix de France, sa plus probante victoire. En revanche, il perd son invincibilité à Cagnes lorsqu'il s'incline à l'arrivée du Grand Critérium de Vitesse face à celui qui va devenir son grand rival tout au long de la saison, Étonnant. Il prend sur lui sa revanche de le Prix de l'Atlantique où il conserve son titre, mais dans l'Elitloppet il ne peut rien contre le fils de Timoko et termine quatrième. Les duettistes se retrouvent au départ du Prix René Ballière où une lutte les oppose dans la ligne droite : cette fois, et pour un nez, Vivid Wise As a le dernier mot, égalant au passage le record du monde des 2 100 mètres détenu depuis l'an dernier par Face Time Bourbon, avec une réduction kilométrique de 1'09"1. Dans le Grand Prix de Wallonie, c'est le Français qui a le dernier mot, puis Vivid Wise As reprend l'avantage dans le Grand Prix du Département des Alpes-Maritimes, inscrivant son nom au palmarès de l'épreuve une quatrième fois. En octobre 2023, il prend la troisième place de la première édition de la finale de l'UET Élite circuit.

## Rivalité avec Étonnant
| Date             | Hippodrome     | Pays       | Course                                        | Distance     | Vivid Wise As | Étonnant | Réd.km |
| ---------------- | -------------- | ---------- | --------------------------------------------- | ------------ | ------------- | -------- | ------ |
| 3 janvier 2021   | Vincennes      | France     | Prix de Bourgogne                             | 2 100 mètres | 2e            | 5e       | 1'10"4 |
| 14 mars 2021     | Cagnes-sur-Mer | France     | Grand Critérium de Vitesse de la Côte d'Azur  | 1 609 mètres | 1er           | D.A.I    | 1'10"1 |
| 24 avril 2021    | Enghien        | France     | Prix de l'Atlantique                          | 2 150 mètres | 1er           | 2e       | 1'11"  |
| 30 janvier 2022  | Vincennes      | France     | Prix d'Amérique                               | 2 700 mètres | 4e            | 8e       | 1'11"3 |
| 13 février 2022  | Vincennes      | France     | Prix de France                                | 2 100 mètres | 1er           | D.A.I    | 1'09"7 |
| 13 mars 2022     | Cagnes-sur-Mer | France     | Grand Critérium de Vitesse de la Côte d'Azur  | 1 609 mètres | 2e            | 1er      | 1'09"9 |
| 23 avril 2022    | Enghien        | France     | Prix de l'Atlantique                          | 2 150 mètres | 1er           | 2e       | 1'11"8 |
| 29 mai 2022      | Solvalla       | Suède      | Elitloppet                                    | 1 609 mètres | 4e            | 1er      | 1'09"3 |
| 26 juin 2022     | Vincennes      | France     | Prix René Ballière                            | 2 100 mètres | 1er           | 2e       | 1'09"1 |
| 31 juillet 2022  | Mons           | Belgique   | Grand Prix de Wallonie                        | 2 300 mètres | 2e            | 1er      | 1'12"6 |
| 28 août 2022     | Cagnes-sur-Mer | France     | Grand Prix du Département des Alpes-Maritimes | 1 609 mètres | 1er           | 2e       | 1'09"1 |
| 11 décembre 2022 | Vincennes      | France     | Prix du Bourbonnais                           | 2 850 m      | 8e            | 3e       | 1'12"9 |
| 28 mai 2023      | Solvalla       | Suède      | Elitloppet                                    | 1 609 mètres | 6e            | 5e       | 1'09"3 |
| 9 septembre 2023 | Yonkers        | États-Unis | International Trot                            | 2 011 mètres | 1er           | 8e       | 1'11"2 |

## Palmarès
Italie
- Gran Premio Allevatori (Gr.1, 2016)
- Gran Premio Anact Mâles - Finale (Gr.1, 2016)
- Gran Premio Tito Giovanardi (Gr.1, 2017)
- Gran Premio Nazionale (Gr.1, 2017)
- Gran Premio Gaetano Turilli (Gr.1, 2019, 2020)
- Gran Premio Frecccia d'Europa (Gr.1, 2020)
- Gran Premio delle Nazioni (Gr.1, 2021, 2022)
- Gran Premio Duomo (Gr.1, 2023, 2024)
- 2e Premio Citta' di Torino (Gr.2, 2018)
- 3e Gran Premio Carlo Marangoni (Gr.1, 2017)
- 3e Gran Premio delle Nazioni (Gr.1, 2019)
- 3e Gran Premio della Lotteria (Gr.1, 2020)

 France
- Grand Critérium de vitesse de la Côte d'Azur (Gr.1, 2020, 2021, 2023)
- Prix de l'Atlantique (Gr.1, 2021, 2022)
- Prix de France (Gr.1, 2022)
- Prix René Ballière (Gr.1, 2022)
- Grand Prix du Département des Alpes-Maritimes (Gr.2, 2019, 2020, 2021, 2022)
- Prix Marcel Laurent (Gr.2, 2019)
- Prix Henri Cravoisier (Gr.3, 2017)
- 2e Grand Critérium de vitesse de la Côte d'Azur (Gr.1, 2022)
- 2e Prix de Bourgogne (Gr.2, 2021, 2022)
- 2e Prix de Washington (Gr.2, 2021)
- 2e Prix de France (Gr.1, 2023)
- 3e Prix de Bourgogne (Gr.2, 2020)
- 3e Prix du Plateau de Gravelle (Gr.3, 2017)
- 4e Prix d'Amérique (Gr.1, 2022)

 États-Unis
- International Trot (2023)

 Suède
- 2e Elitloppet (Gr.1, 2021)
- 4e Elitloppet (Gr.1, 2022)

 Belgique
- 2e Grand Prix de Wallonie (Gr.1, 2022)

## Au haras
Vivid Wise As fait la monte dès 2017 et se fait remarquer comme étalon dès sa première génération en piste puisque c'est l'un de ses fils, Charmant de Zack, qui remporte le Derby Italien. 

## Origines
D'origine américaine, Vivid Wise As est un fils de l'excellent étalon Yankee Glide 1'11, lauréat du Peter Haughton Memorial à 2 ans, et auteur d'une pléiade bons chevaux tels que Glidemaster 1'09 (cheval de l'année aux États-Unis en 2006), Miligan's School 1'09 (Sundsvall Open Trot), Main Wise As 1'10 (Prix René Ballière, Prix de l'Atlantique), Nadal Broline 1'09 (2e Elitloppet) ou Mystical Sunshine 1'08. Sa mère, Temple Blue Chip, fut achetée aux États-Unis pour $ 27 000. Elle a également donné All Wise As 1'11, un fils de Varenne qui s'est illustré à Vincennes, y compris au monté (2e du Prix Emile Riotteau, Gr.2). 

### Pedigree
| Origines de Vivid Wise As (IT) 1'08, mâle, 2014 | Origines de Vivid Wise As (IT) 1'08, mâle, 2014 | Origines de Vivid Wise As (IT) 1'08, mâle, 2014 | Origines de Vivid Wise As (IT) 1'08, mâle, 2014 |
| ----------------------------------------------- | ----------------------------------------------- | ----------------------------------------------- | ----------------------------------------------- |
| Père Yankee Glide 1'11                          | Valley Victory 1'11                             | Baltic Speed 1'12                               | Speedy Somolli 1'11                             |
| Père Yankee Glide 1'11                          | Valley Victory 1'11                             | Baltic Speed 1'12                               | Sugar Frosting                                  |
| Père Yankee Glide 1'11                          | Valley Victory 1'11                             | Valley Victoria                                 | Bonefish 1'13                                   |
| Père Yankee Glide 1'11                          | Valley Victory 1'11                             | Valley Victoria                                 | Victorious Lou 1'14                             |
| Père Yankee Glide 1'11                          | Gratis Yankee 1'16                              | Speedy Crown 1'12                               | Speedy Scot 1'12                                |
| Père Yankee Glide 1'11                          | Gratis Yankee 1'16                              | Speedy Crown 1'12                               | Missile Toe 1'17                                |
| Père Yankee Glide 1'11                          | Gratis Yankee 1'16                              | Yankee Flight 1'17                              | Hickory Pride 1'14                              |
| Père Yankee Glide 1'11                          | Gratis Yankee 1'16                              | Yankee Flight 1'17                              | Yankee Duchess                                  |
| Mère Temple Blue Chip                           | Cantab Hall 1'11                                | Self Possessed 1'09                             | Victory Dream 1'10                              |
| Mère Temple Blue Chip                           | Cantab Hall 1'11                                | Self Possessed 1'09                             | Feeling Great 1'12                              |
| Mère Temple Blue Chip                           | Cantab Hall 1'11                                | Canland Hall 1'12                               | Garland Lobell 1'11                             |
| Mère Temple Blue Chip                           | Cantab Hall 1'11                                | Canland Hall 1'12                               | Canne Angus 1'16                                |
| Mère Temple Blue Chip                           | Down Goes Debbie                                | Andover Hall 1'09                               | Garland Lobell 1'11                             |
| Mère Temple Blue Chip                           | Down Goes Debbie                                | Andover Hall 1'09                               | Amour Angus 1'17                                |
| Mère Temple Blue Chip                           | Down Goes Debbie                                | Maiden Yankee 1'14                              | Speedy Crown 1'12                               |
| Mère Temple Blue Chip                           | Down Goes Debbie                                | Maiden Yankee 1'14                              | Wistful Yankee                                  |